# Carlos Concha Torres
Carlos Concha Torres (1864-1919) est un dirigeant politique et militaire équatorien.
Partisan du général Eloy Alfaro, après la mort de ce dernier il prend la tête d'un soulèvement alfariste contre le gouvernement de Leonidas Plaza, actif principalement dals la province d'Esmeraldas. Il est capturé le 24 février 1915 par les forces gouvernementales, puis emprisonné au panoptique de Quito. Gravement atteint de tuberculose, il est libéré en 1917. Il regagne son hacienda de la province d'Esmeraldas, où il meurt le 12 avril 1919. En son honneur, l'aéroport d'Esmeraldas, opérationnel depuis novembre 2013, est nommé aeropuerto Coronel Carlos Concha Torres (aéroport Colonel Carlos Concha Torres). Le soulèvement dirigé par Carlos Concha dans la province d'Esmeraldas est le cadre du l'œuvre la plus célèbre de l'écrivain équatorien Nelson Estupiñán Bass, Cuando los guayacanes florecían (1954), dont le titre se traduirait en français par « quand fleurissaient les guayacanes ».